# Cistella (kommunhuvudort)
Cistella är en kommunhuvudort i Spanien.   Den ligger i provinsen Província de Girona och regionen Katalonien, i den östra delen av landet, 600 km öster om huvudstaden Madrid. Cistella ligger 130 meter över havet och antalet invånare är 233.
Terrängen runt Cistella är kuperad norrut, men söderut är den platt.Runt Cistella är det ganska glesbefolkat, med 34 invånare per kvadratkilometer. Närmaste större samhälle är Figueres, 9,4 km öster om Cistella. 